# Astra A-70
A Astra A-70 é uma pistola semiautomática de ação simples com culatra travada, produzida na Espanha pela Astra-Unceta y Cia SA. A Astra A-70 é uma pistola compacta projetada para aqueles que precisam de mais poder de fogo do que o oferecido pela Astra Constable. A Astra A-70 é uma semiautomática de ação simples, de 8 tiros, operada por recuo, com uma trava de segurança para o polegar apenas do lado direito. Ela tem miras de combate fixas. A Astra A-70 usa três travas de segurança: uma trava de segurança para o percussor que impede que o percussor seja acionado a menos que o gatilho seja deliberadamente puxado, uma trava de segurança para o polegar manual e uma trava de segurança para o cão.